# Antonio Orense y Lizaur
Antonio Orense y Lizaur (Madrid, 1838 – Frómista, 1892) fou un aristòcrata i polític castellà, fill del polític José María Orense Milá de Aragón Herrero, i marquès d'Albaida. Fou diputat per la Bisbal a les eleccions generals espanyoles d'abril de 1872 i agost de 1872, i per Carrión de los Condes a les eleccions generals espanyoles de 1873.